# Citronfläckad kärrtrollslända
Citronfläckad kärrtrollslända (Leucorrhinia pectoralis) är en art i insektsordningen trollsländor som tillhör familjen segeltrollsländor.

## Kännetecken
Denna art känns igen på sin lysande citrongula fläck som både hanen och honan har på bakkroppen. Båda har också mörk grundfärg på kroppen, men hanens resterande teckning går i rött medan honans går i gult. Pannan är vit. Vingarna är genomskinliga med små mörka basfläckar och mörkt vingmärke. Hos honan kan vingarna ha en lätt gulaktig skiftning närmast vingbasen. Vingbredden är 55 till 65 millimeter och bakkroppens längd är 23 till 27 millimeter.

## Utbredning
Den citronfläckade kärrtrollsländan finns i mellersta, delar av norra och östra Europa. I Sverige är den fridlyst men inte rödlistad som hotad. Den förekommer främst i de sydöstra delarna av landet, men arten har hittats från Skåne upp till Dalarna och Medelpad. Den är landskapstrollslända för Bohuslän.

## Levnadssätt
Den citronfläckade kärrtrollsländans habitat är stillastående till långsamt rinnande vatten, som små sjöar och åar, särskilt sådana som uppvisar en kombination av områden med öppet vatten och en riklig växtlighet i strandzonen. Utvecklingstiden från ägg till imago är 2 till 3 år och flygtiden maj till juli. 